# Gonçalo de Lagos
|  | Per a altres significats, vegeu «Sant Gonçal». |

Gonçalos de Lagos (Lagos, Algarve, Portugal, ca. 1360 - Torres Vedras, 15 d'octubre de 1422) fou un frare agustinià. És venerat com a beat per l'Església catòlica, tot i ésser conegut com a Sant Gonçal.

## Biografia
Nascut a Lagos (Portugal), fill de pescadors, pescador ell mateix, va sentir la seva vocació religiosa quan va visitar una església de l'Orde de Sant Agustí a Lisboa. El 1380 va ingressar com a frare agustinià. Aviat destacà per l'afició a l'estudi, esdevenint un important teòleg, tot i que per humilitat no va voler acceptar el títol de mestre en teologia.

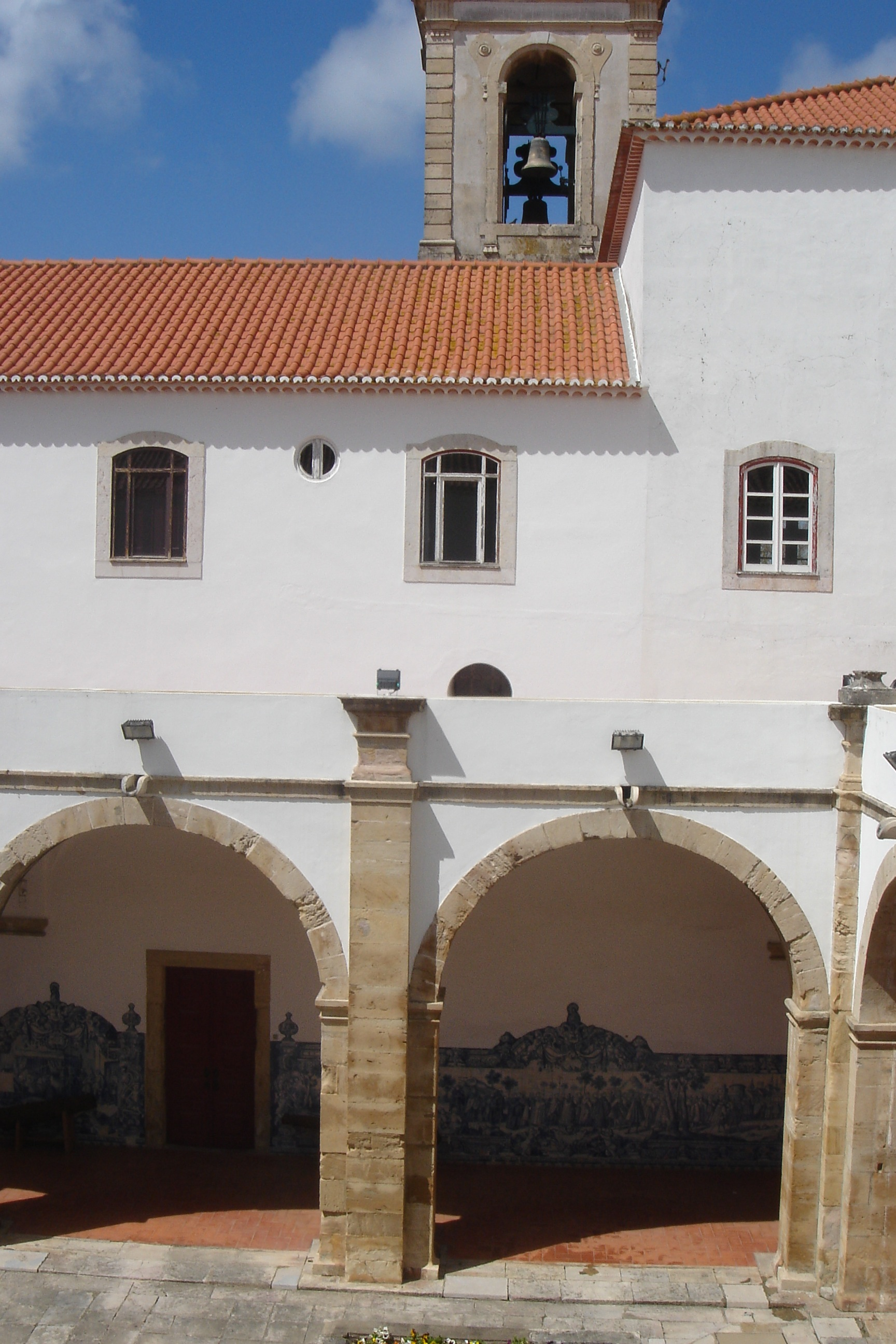
Claustre del convent de Torres Vedras, avui museu de la ciutat.

Ordenat sacerdot, fou molt reconegut com a predicador i per la seva tasca pastoral, especialment amb els més humils i necessitats. Entre ells, dedicava molt de temps a ensenyar el catecisme als nens més pobres.
Fou prior als convents de Lisboa i Santarem, fent-hi els treballs més humils: porter, infermer o cuiner. També fou un bon cal·lígraf i miniaturista, deixant copiats diversos llibres corals amb càntics compostos per ell mateix. En 1412 fou elegit prior del convent de Torres Vedras, proper a Lisboa, on viurà la resta de la seva vida, fins al 15 d'octubre de 1422.
Fou sebollit a l'església del convent, la Mare de Déu de Gràcia de Torres Vedras.

## Veneració
Mort en llaor de santedat, el seu culte es difongué a la regió només morir. Conegut com a Sant Gonçal, és invocat per les gents del mar i els joves. El papa Pius VI va confirmar-ne el culte, beatificant-lo el 16 de setembre de 1778.